# Stenoplesictidae
Os Estenoplesictídeos (Stenoplesictidae) foram uma família de Carnívoros extintos, que viveram do final do Eoceno até meados do Mioceno. Eram semelhantes às atuais genetas e civetas, e podem ser ancestrais dos Feliformia atuais.

## Classificação
- Subfamília Stenoplesictinae
  - Gênero Shandgolictis Hunt, 1998
    - Shandgolictis elegans Hunt, 1998

  - Gênero Asiavorator Spassov e Lange-Badré, 1995
    - Asiavorator altidens Spassov e Lange-Badré, 1995

  - Gênero Moghradictis Morlo, Miller e El-Barkooky, 2007
    - Moghradictis nedjema Morlo et al., 2007 [Mioceno Inferior, Wadi Moghra, Egito]

  - Gênero Africanictis Morales, Pickford, Soria e Fraile, 1998 (atribuído por alguns aos Percrocutidae)
    - Africanictis meini Morales et al., 1998 [Mioceno Médio, África]
    - Africanictis schmidtkittleri Morales et al., 1998 [Mioceno Médio, África]

  - Gênero Mioprionodon Schmidt-Kittler, 1987
    - Mioprionodon pickfordi Schmidt-Kittler, 1987

  - Gênero Stenoplesictis Filhol, 1880
    - Stenoplesictis muhoronii Schmidt-Kittler, 1987
    - Stenoplesictis cayluxi [Oligoceno Inferior, Quercy, França]
    - Stenoplesictis minor [Oligoceno Inferior, Quercy, França]
    - Stenoplesictis crocheti
    - Stenoplesictis indigenus Dashzeveg, 1996 [Mongólia]

  - Gênero Palaeoprionodon Filhol, 1880
    - Palaeoprionodon lamandini Filhol, 1880 [Oligoceno Inferior, Quercy, França]

  - Gênero Anictis Kretzoi, 1945
    - Anictis simplicidens (Schlosser, 1890) [Oligoceno Inferior, Quercy, França]

  - Gênero Haplogale
    - Haplogale media (Filhol, 1882) [Oligoceno Inferior, Quercy, França]

  - Gênero Viretictis Bonis, Peigné e M. Hugueney, 1999
  - Viretictis sp. [Oligoceno Superior, Coderet-Bransat, França]
- Subfamília Proailurinae
  - Gênero Stenogale Schlosser, 1888
    - Stenogale julieni [Mioceno Inferior, Aquitaniano, Saint-Gérand, França]
    - Stenogale intermedia [Oligoceno Inferior, Quercy, França]
    - Stenogale bransatensis [Oligoceno Superior, Coderet-Bransat, França]
    - Stenogale aurelianensis [Mioceno Inferior, França]

  - Gênero Proailurus Filhol, 1879
    - Proailurus lemanensis Filhol, 1879 [Oligoceno Inferior, Quercy, França; OLigoceno Superior, Coderet-Bransat, França]
    - Proailurus gracilis (Filhol, 1877) [=Stenogale gracilis] [Oligoceno Inferior, Quercy, França]
    - Proailurus brevidens (=Stenogale brevidens)